# Championnats du monde de ski de vitesse 2023
Navigation
Vars 2022 Vars 2024
Les Championnats du monde de ski de vitesse 2023 se sont déroulés à Vars (France) du 19 au 22 mars, sous l'égide de la fédération internationale de ski.
Quatre titres ont été attribués, un pour les hommes et un pour les femmes dans chacune des catégories Senior et Junior. Ç'est la 5e fois que ces championnats du monde FIS sont organisés à Vars. Les épreuves de la catégorie Juniors ont été organisées à Vars le 26 janvier 2023.
Pour la première fois, les championnats du monde et les Speed Masters (qui organisent les tentatives de record du monde) sont un seul et unique évènement.
Chez les hommes, le Français Simon Billy, champion du monde en titre l'emporte à nouveau. Avec une vitesse de 255,50 km/h, il bat le record du monde qui appartenait à Ivan Origone depuis 2016 (254,958 km/h à Vars). Il devance l'Italien Simone Origone, sextuple champion du monde, qui bat son record personnel et l'Autrichien Manuel Kramer qui établit le nouveau record d'Autriche. A la 4e place on trouve le Suisse Jonathan Moret de retour à la compétition, qui améliore son propre record de Suisse. Ç'est le Français Bastien Montès qui prend la 5e place.
Chez les dames, la Suédoise Britta Backlund reprend le titre de championne du monde à l'Italienne Valentina Greggio qui prend la seconde place. Elles sont suivies par les Françaises Cléa Martinez et sa sœur Célia.
| Nom                | Chabrières |
| Altitude de départ | 2 720 m    |
| Altitude d’arrivée | 2 285 m    |
| Dénivellation      | 435 m      |
| Longueur totale    | 1 200 m    |
| Longueur utile     | 670 m      |
| Pente maximum      | 0098 %     |
| Pente moyenne      | 0055 %     |

| Amerique du Nord                                                | Amerique du Nord                                 | Amerique du Nord |
| --------------------------------------------------------------- | ------------------------------------------------ | ---------------- |
| - Canada                                                        |                                                  |                  |
| Asie                                                            |                                                  |                  |
| - Japon                                                         |                                                  |                  |
| Europe (11 pays)                                                |                                                  |                  |
| - Allemagne - Autriche - Belgique - Espagne - Finlande - France | - Italie - Slovaquie - Suède - Suisse - Tchéquie |                  |
| Océanie                                                         |                                                  |                  |
| - Nouvelle-Zélande                                              |                                                  |                  |

## Podiums

### Hommes
| Épreuves | Or             | Argent         | Bronze          |
| -------- | -------------- | -------------- | --------------- |
| Élite S1 | Simon Billy    | Simone Origone | Manuel Kramer   |
| Juniors  | Johan Belmonte | Victor Persson | Damien Fourquet |

### Femmes
| Épreuves | Or              | Argent            | Bronze            |
| -------- | --------------- | ----------------- | ----------------- |
| Élite S1 | Britta Backlund | Valentina Greggio | Cléa Martinez     |
| Juniors  | Pauline Sabatut | Maëlle Loridon    | Agnes Abrahamsson |

## Résultats détaillés
| Rang               | Skieur           | Vitesse     |
| ------------------ | ---------------- | ----------- |
| Médaille d'or      | Simon Billy      | 255,50 km/h |
| Médaille d'argent  | Simone Origone   | 254,05 km/h |
| Médaille de bronze | Manuel Kramer    | 252,84 km/h |
| 4                  | Jonathan Moret   | 250,80 km/h |
| 5                  | Bastien Montès   | 249,61 km/h |
| 6                  | Tawny Wagstaff   | 248,61 km/h |
| 7                  | Michal Bekeš     | 248,55 km/h |
| 8                  | Radim Palán      | 248,22 km/h |
| 9                  | Marc Amann       | 242,50 km/h |
| 10                 | Olof Abrahamsson | 234,78 km/h |

| Rang               | Skieuse           | Vitesse     |
| ------------------ | ----------------- | ----------- |
| Médaille d'or      | Britta Backlund   | 244,93 km/h |
| Médaille d'argent  | Valentina Greggio | 241,88 km/h |
| Médaille de bronze | Cléa Martinez     | 234,78 km/h |
| 4                  | Célia Martinez    | 220,76 km/h |
| 5                  | Marta Visa Carol  | 178,52 km/h |